# Sagamibugten
Sagamibugten (相模湾, Sagami-wan) ligger syd for Kanagawa-præfekturet på Honshū i det centrale Japan. Den afgrænses af Miurahalvøen, Kanagawa, mod øst, Izuhalvøen, i Shizuoka prefekturet, mod vest og Shonan kysten mod nord mens øen Oshima udgør den sydlige grænse af bugten. Den ligger ca. 40 km sydvest for hovedstaden Tokyo. De større byer ved bugten er Odawara, Chigasaki, Fujisawa, Hiratsuka, Ito og Kamakura.

## Historie
Epicenteret for det store Kantou jordskælv i 1923 lå dybt under Izu Ōshima øen i Sagamibugten. Det ødelagde Tokyo, havnebyen Yokohama, de omkringliggende prefekturer Chiba, Kanagawa og Shizuoka og forårsagede omfattende ødelæggelse i hele Kantō regionen. Det lavvandede område i den nordlige del af bugten og tunneleffekten af bølgeenergien fra tsunamier og tyfoner har bidraget til at visse dele af Shonan kysten har lidt betydelige skader, herunder ødelæggelsen af Kotokuin tempelet (高徳院　こうとくいん) der huser den Store Buddha, eller Daibutsu (大仏　だいぶつ) under den store tsunami i 1498. 
Japans formelle kapitulation i 2. Verdenskrig foregik på USS Missouri i Sagamibugten den 2. september 1945.

## Naturlige omgiver
En afm af den varme Kuroshio (Sorte strøm) opvarmer bugten hvorved den kam rumme havorganismer, som typisk findes længere mod syd, og afstedkommer et mildt klima i området omkring bugten. De største dybder i bugten er omkring 1.500 meter.
Organismer fra subarktiske regioner føres også ind i bugten via Oyashio strømmen, hvilket medfører en meget stor [biodiversitet].
Bugten er et vigtigt sted for forskning ved Universitet i Tokyo og Japan Agency for Marine-Earth Science and Technology (JAMSTEC).
I 2004 viste prøver fra bugten sig at indeholder radioaktiv forurening fra atomprøvesprængningerne på Bikini-atollen, som foregik mellem 1946 og 1958. 